# Будова ВІЛ
Геном і білки ВІЛ пильно вивчаються з часу відкриття вірусу у 1983 р. Сам вірус був відкритий приблизно через два роки після першого серйозного повідомлення про СНІД (в 1981).

## Структура

Будова та зображення з електронного мікроскопа віріону ВІЛ. На стадії формування (зліва) та визрілого (справа)

Будова ВІЛ дещо відрізняється від інших ретровірусів. Діаметр сферичного віріону приблизно 120 нм.
ВІЛ-1 містить дві копії одноланцюгової РНК, захищеної конічною капсидою, утвореною p24, типовим для лентівірусів. РНК складається з 9749 нуклеотидів. Капсида, в свою чергу, оточена частиною клітинної мембрани, яку вірус захопив при відході від клітини, й що містить також протеїни ВІЛ відповідальні за розпізнавання клітин. Одноланцюгова РНК міцно зв'язана з протеїнами нуклеокапсиду , p6, p7 та ензимами які необхідні для дозрівання віріону (зворотна транскриптаза) та ураження клітини-господаря (інтеграза). Нуклеокапсид (p7 і p6)асоційований з РНК (приблизно 1 протеїн на 6 нуклеотидів) й захищає її від гідролізу нуклеазами. A matrix composed of an association of the viral protein p17 surrounds the capsid, ensuring the integrity of the virion particle. Також містяться в віріонні Vif, Vpr, Nef, p7 та вірусна протеаза. The envelope утворюється коли капсида відділяється від клітини й прихоплює частину клітинної мембрани. The envelope містить глікопротеїн gp120 i gp41.
Через роль в приєднанні до клітини, структура виступу утвореного gp120 та gp41, особливо важлива.

## Організація Геному

Схема Геному ВІЛ та порядок розрізання поліпептидів

ВІЛ містить кілька генів, що кодують структурні білки типові для ретровірусів і кілька неструктурних («accessory») генів що є унікальними для ВІЛ. Ген gag кодує поліпептид, що потім розрізається на основні структурні протеїни. Ген pol кодує білки відповідальні за репродукцію вірусу. Інші білки відповідають за входження в клітину та збільшують репродукцію вірусу. Всі гени за винятком tev присутні у всіх відомих штамах ВІЛ.
- gag (англ. group-specific antigen): кодує поліпротеїн Gag, що розрізається протягом матурації віріону на MA (matrix protein, p17); CA (capsid protein, p24); SP1 (spacer peptide 1, p2); NC (nucleocapsid protein, p7); SP2 (spacer peptide 2, p1) and p6.

- pol: кодує ензими вірусу зворотна транскриптаза, інтеграза, ВІЛ протеаза.

- env (від «envelope», конверт): кодує gp160, прекурсор gp120 і gp41, протеїни що знаходяться на вірусній оболонці (viral envelope)та відповідають за зв'язування з поверхнею клітини.

- Трансактиватори: tat, rev, vpr

- Інші регулятори: vif, nef, vpu

- tev: присутній тільки у кількох штамах. Є комбінацією частин tat, env, та rev генів, кодує протеїн з деякими властивостями tat, але без активності типової для rev.

| Скорочення               | Опис                                      | Функції |
| ------------------------ | ----------------------------------------- | --- |
| gp41 (TM, transmembrane) | трансмембранний глікопротеїн масою 41 кДа | Міститься на зовнішньому шарі ліпідної мембрани. Відіграє роль «якоря», для іншого білка — gp120 |
| gp120 (SU, surface)      | глікопротеїн масою 120 кДа                | Зовнішній білок віріону. Нековалентно зв'язаний з трансмембранним білком gp41. (до одного gp41 приєднано 3 — 5 молекули gp120. Відповідає за зв'язування з CD4 рецептором. Відіграє ключову роль в проникненні вірусу в клітину. |
| p24 (CA, capsid)         | білок масою 24 кДа                        | утворює оболонку капсида вірусу |
| p17 (MA, matrix)         | Матричний білок масою 17 кДа              | Порядку 2000 молекул MA утворюють шар товщиною 5 — 7 нм, між зовнішньою оболонкою та капсидою вірусу. |
| p7 (NC, nucleocapsid)    | Нуклеокапсидний білок масою 7 кДа         | Входить до складу віріону (~2000 молекул) утворюючи комплекс з вірусною РНК. |

## Структура РНК

Некодуюча частина геному ВІЛ з великою кількість «шпильок», що знаходиться на 5' кінці вірусної РНК

Геном ВІЛ містить кілька варіативно стійких (conserved) елементів вторинної структури. Зокрема 55-нуклеотидну послідовність трансактивації(TAR, trans-activating responsive) (TAR) на 5' кінці геному (не кодує протеїни) та HIV Rev response element (RRE) всередині гену env . Роль всіх елементів вторинної структури РНК ВІЛ відома не повністю, проте вона безсумнівно відіграє важливу роль в житті та розмноженні вірусу. Наприклад, «шпильки» SL2 та SL3 розпізнаються NC(p7) частиною протеїну GAG під час зборки нових копій вірусу на внутрішній частині клітинної мемебрани.
Структуру повного геному ВІЛ-1 було нещодавно встановлено (single-nucleotide resolution).